# Артур Лісмер
Артур Лісмер (англ. Arthur Lismer; 27 червня 1885 — 23 березня 1969) — англо-канадський художник та викладач мистецтва, учасник групи канадських художників-пейзажистів «Група семи». Відомий насамперед як пейзажист, а також своїми картинами кораблів з сліпучим камуфляжем.

## Біографія
Лісмер народився в Шеффілді, графство Йоркшир, Англія, в сім'ї Гаррієт та Едварда Лісмерів, торгівця тканинами. У тринадцять років став учнем у фото-гравірувальній майстерні. Отримав стипендію, і з 1898 до 1905 року відвідував вечірні заняття в Шеффілдській школі мистецтв. 1905 року переїхав до Антверпена, Бельгія, де вивчав мистецтво в Королівській академії.
Лісмер іммігрував до Канади в 1911 році, оселився в Торонто, Онтаріо, і влаштувався на роботу в Grip Ltd.
Брат Лісмера, Тед, залишився в Шеффілді і став відомим профспілковим та комуністичним активістом.

## Президент коледжу мистецтв в Галіфаксі

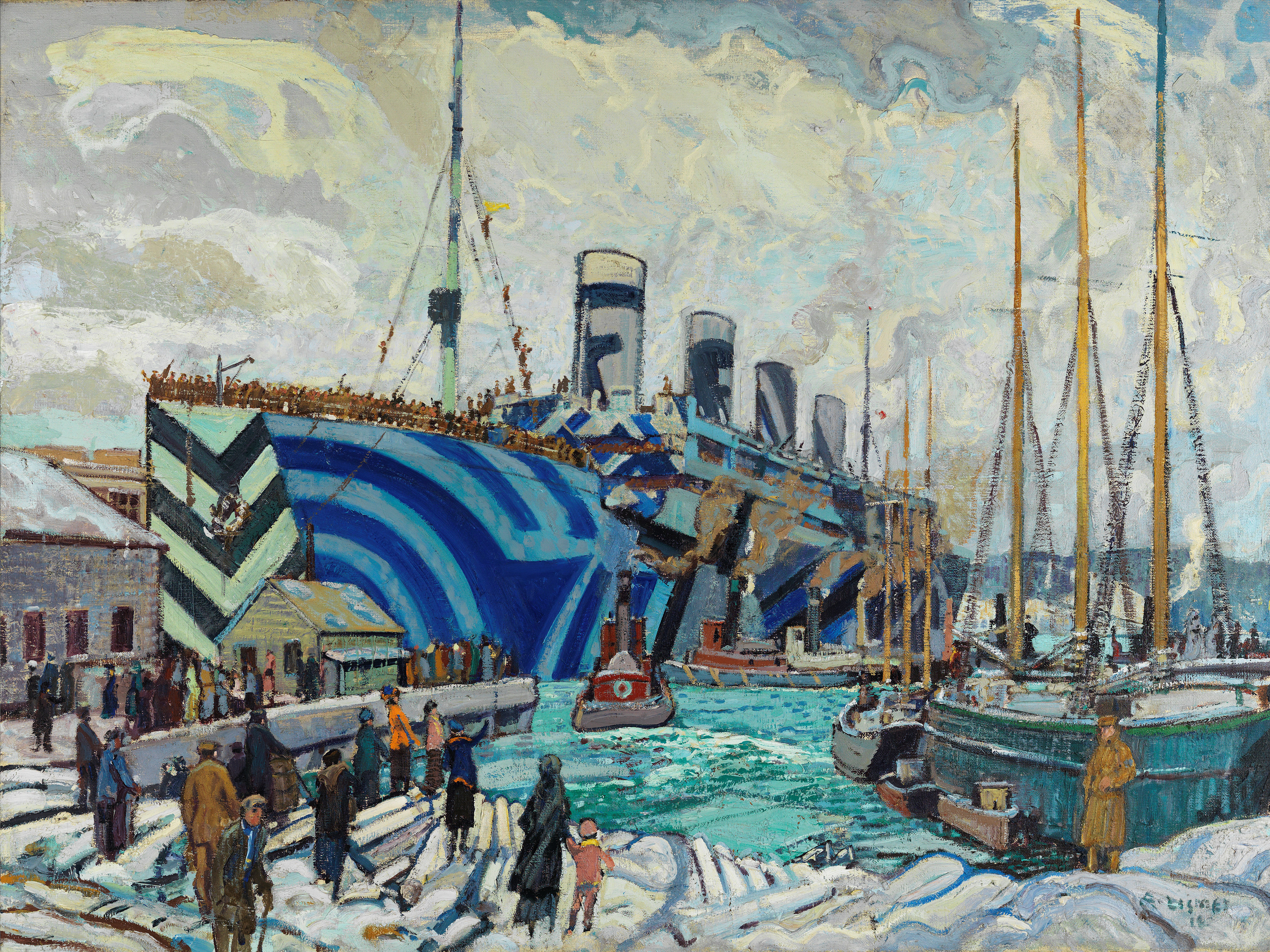
RMS Olympic з сліпучим камуфляжем біля пірсу № 2 у Галіфаксі, Нова Шотландія (1919)

З 1916 по 1919 рік Лісмер працював президентом Вікторійського коледжу мистецтв в портовому місті Галіфакс у Новій Шотландії (нині Університет NSCAD).
Галіфакс був важливою військово-морською базою для торговельних кораблів, що йшли з Північної Америки з продовольством, припасами та персоналом до Британії та Європи. 1917 року зростання втрат цих кораблів від атак німецьких підводних човнів призвели до запровадження конвоїв, які об'єднували торговельні судна та військові кораблі супроводу.
Конвої були ефективними, але вимагали великої організаційної роботи для координації прибуття та здійснення переходу великою кількістю торговельних і військових кораблів. Нанесені на кораблі і зображені на картинах Лісмера яскраві камуфляжні візерунки, які отримали назву «Сліпучий камуфляж», мали на меті ускладнити німецьким підводним човнам напади судна у відкритому морі.

## Офіційний військовий художник

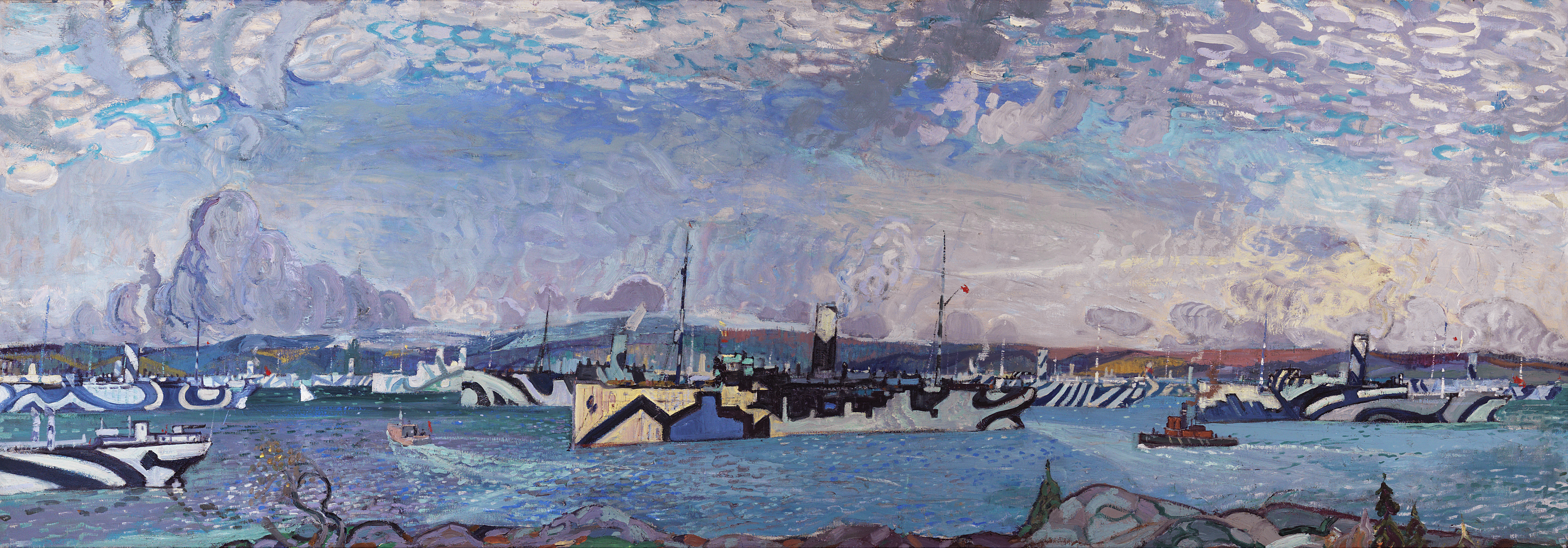
Артур Лісмер. «Конвой в затоці Бедфорд Бейсін» (~1919). Велика олійна картина зображує торговельні кораблі, що формуються в затоці поблизу Галіфакса для трансатлантичного конвою

У Галіфаксі Лісмер присвятив свої роботи суднам та бурхливій діяльності військово-морського порту під час Першої світової війни, особливо кораблям, що були розмальовані в яскраві візерунки сліпучих камуфляжів, призначених для введення в оману німецьких підводних човнів. Роботи Лісмера привернули увагу лорда Бівербрука, який організував надання Лісмеру статусу офіційного військового художника.

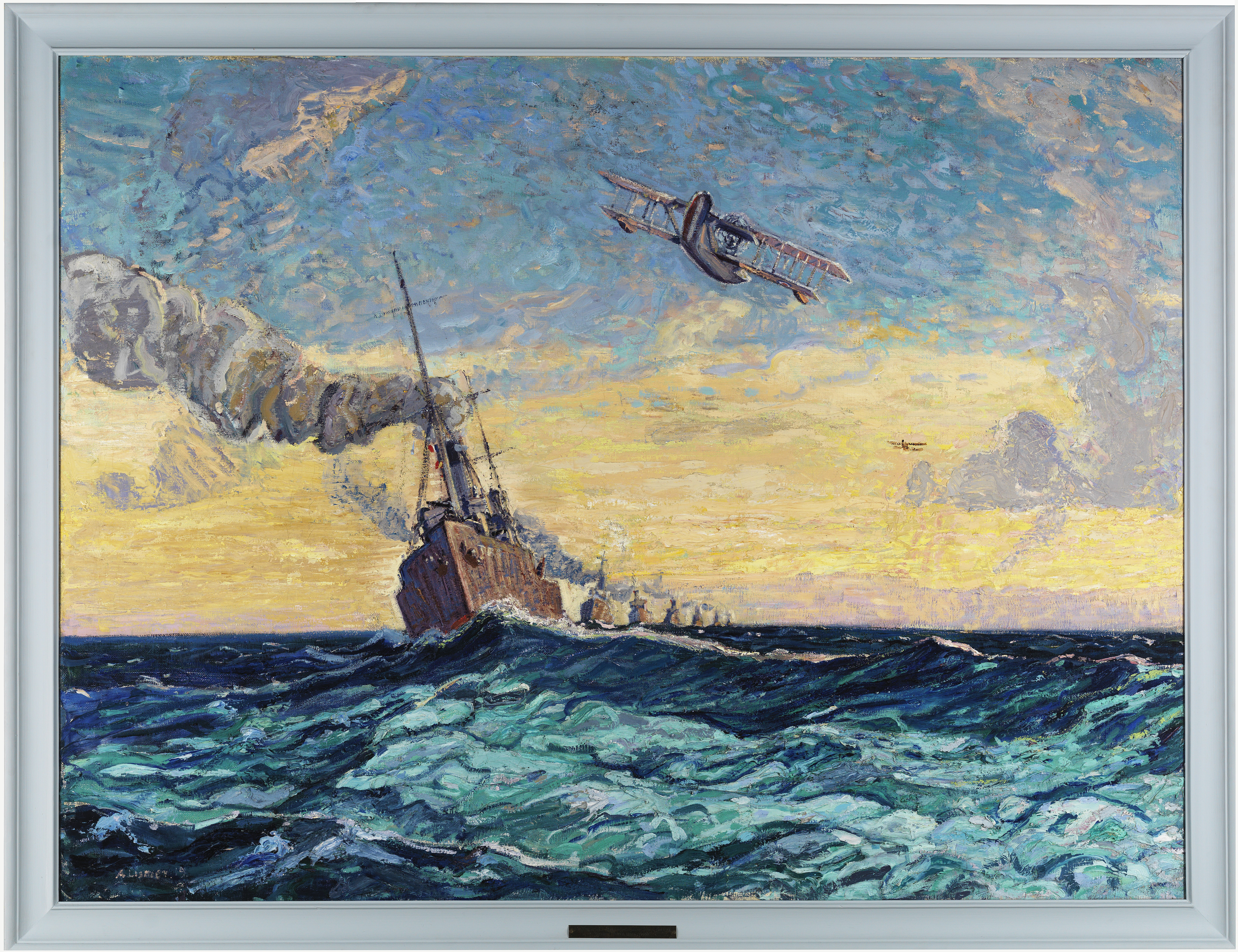
Тральщики. Галіфакс (Minesweepers, Halifax 1919)

Його найвідоміші роботи воєнних років присвячені тому, що він щоденно спостерігав у Галіфаксі: конвоюванню, патрулюванню, розмінуванню та захисту гавані. У 1918 і 1919 роках Лісмер закінчив кілька олійних робіт і кілька великих полотен. Серед них великий «Конвой у Бедфордському басейні» (бл. 1919 р.), на якому зображено торговельні судна, що формують трансатлантичний конвой поблизу Галіфакса. Він також зробив кілька ескізів наслідків відомого вибуху в Галіфаксі.
Коли він був військовим художником, він написав буклет для Збройних сил Канади під назвою «Як почати: малювання аквареллю для задоволення».

## Група семи

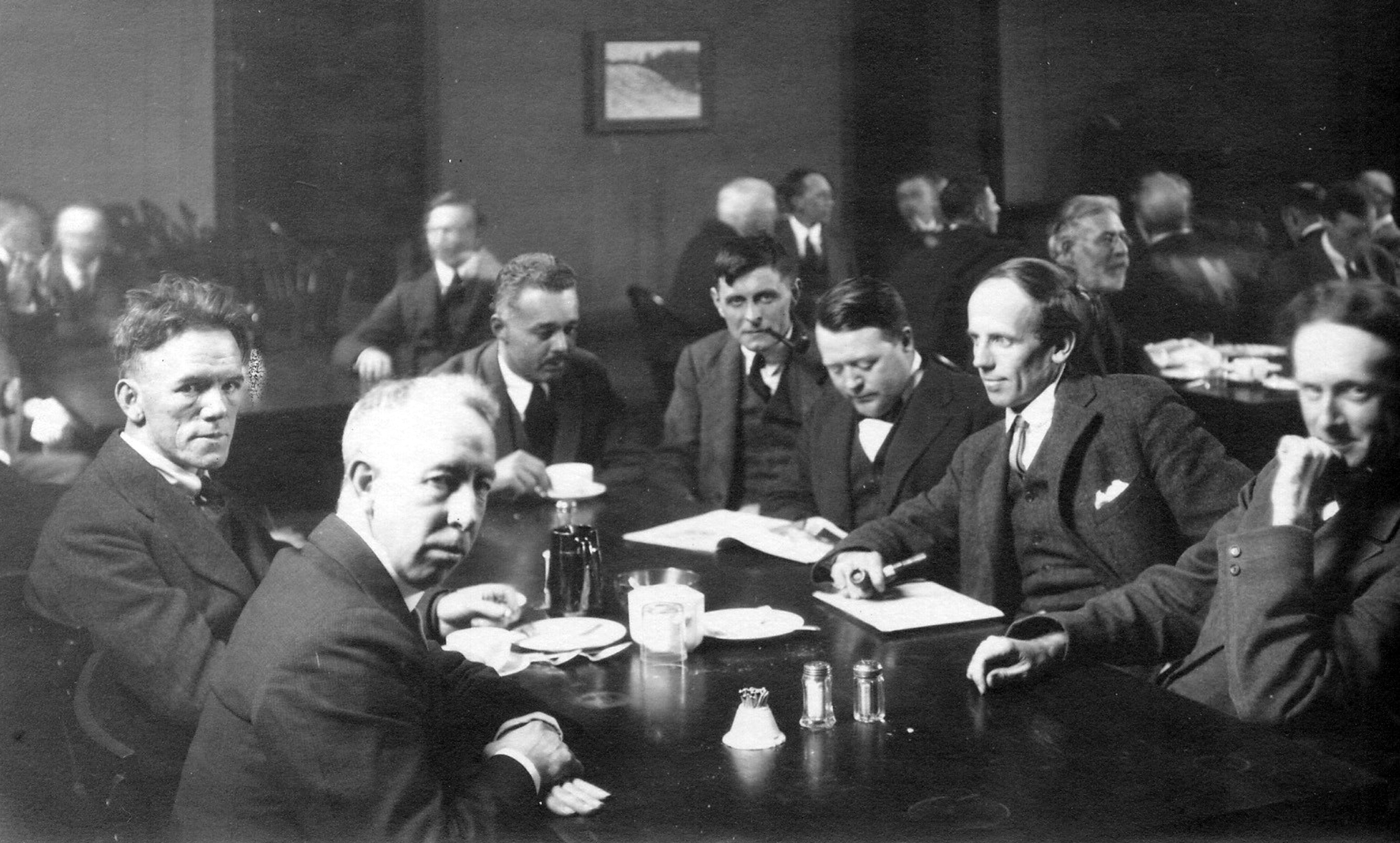
«Група Сімох»: Фредерік Варлі, А. Й. Джексон, Лоурен Гарріс, Франклін Кармайкл, Френк Джонстон, Артур Лісмер і Джек Макдональд

Після закінчення війни, в 1919 році Лісмер повернувся до Торонто, де він отримав посаду віце-директора коледжу мистецтв Онтаріо. У співпраці з чотирма художниками в Grip, де раніше працював Лісмер, він допоміг заснувати Групу сімох, робота якої мала на меті зробити внесок у процес створення характерного національного канадського стилю в живописі. Він також працював з кадрами в Grip.
На стиль Артура Лісмера вплинув його доканадський досвід (переважно в Антверпені), де він захопився барбізонською школою та постімпресіонізмом. Співпрацюючи з групою художників, яка в 1920 році стала Групою семи, Лісмер продемонстрував характерний постімпресіоністський стиль і духовний зв'язок з ландшафтом. Як і інші члени Групи семи, багато його робіт починалися як невеликі пленерні етюди, написані олією на оргаліті.
Під час святкування сторіччя міста Торонто в 1934 році Лісмер був членом Комітету з фотографій. Його робота в мистецькій освіті була ефективною. Наприклад, він розпочав програму дитячого мистецтва в Художній галереї Торонто, яка стала успішною в 1930-х роках. 1936 року Лісмер вирушив в однорічне турне Південною Африкою. Разом із викладачем мистецтва Норою Маккалоу він організовував програми мистецької освіти, читав лекції про канадське мистецтво та проводив майстер-класи для вчителів. Під час подорожі він багато малював аквареллю.
У 1940 році він переїхав до Монреаля, отримавши посаду викладача в Асоціації мистецтв Монреаля та заснував Школу мистецтва та дизайну MMFA. Він приєднався до Школи архітектури Макгілла як сесійний лектор у 1943 році на запрошення Джона Бленда, директора Школи, і був призначений доцентом у 1945 році, пішовши на пенсію у 1955 році у сімдесят років.
Між 1940 і 1950 роками для малювання він подорожував влітку на східне узбережжя Канади. Йому особливо подобалося малювати рибальське спорядження на доках острова Кейп-Бретон, Нова Шотландія.
У 1951 році ретроспективна виставка робіт Лісмера, яка розпочалася в Художній галереї Торонто, подорожувала у скороченій версії до Художньої галереї Великої Вікторії, Художньої галереї Ванкувера та Галереї образотворчого мистецтва Університету Британської Колумбії та, можливо, вплинула на його здійснив свою першу подорож до Західного узбережжя влітку того ж року. Використовуючи острів Гальяно як базу, він досліджував острови Пендер і Солтспринг, а також Вікторію і Лонг-Біч на острові Ванкувер.
Кілька членів Групи семи, включаючи Лісмера, стали членами Канадської групи художників у 1933 році. 1962 року він отримав медаль Ради Канади за внесок у канадське мистецтво. 1967 року він став компаньйоном Ордена Канади.
Лісмер помер 23 березня 1969 року в Монреалі, Квебек, і був похований разом з іншими членами оригінальної сімки на території канадської колекції мистецтв Мак-Майкла.

## Спадщина
У Торонто на його честь названо Лісмер-Холл, аудиторію Humberside Collegiate Institute. У 1930-х роках він намалював для школи одну з найбільших фресок у Канаді, яка сьогодні висить на стінах аудиторії.
Лісмер був призначений історичною особою в Довіднику федеральних спадщин.

## Рекордні ціни продажу робіт
8 червня 2023 р. на аукціоні Cowley Abbott картина Лісмера з приватної колекції — Вересневий шторм, Джорджіан-Бей (1921), олія на дереві, 29,2 x 40,6 см, при аукціонній оцінці в 100 — 150 тис. доларів була у підсумку реалізована за 432 тис. доларів США.

## Виноски
1. ↑  Several members of the Group of Seven later became members of the Canadian Group of Painters including Lawren Harris, A. J. Casson, Arthur Lismer, A. Y. Jackson, and Franklin Carmichael. The group was known for its depictions of the North American wilderness.